# Német császárnék és királynék listája

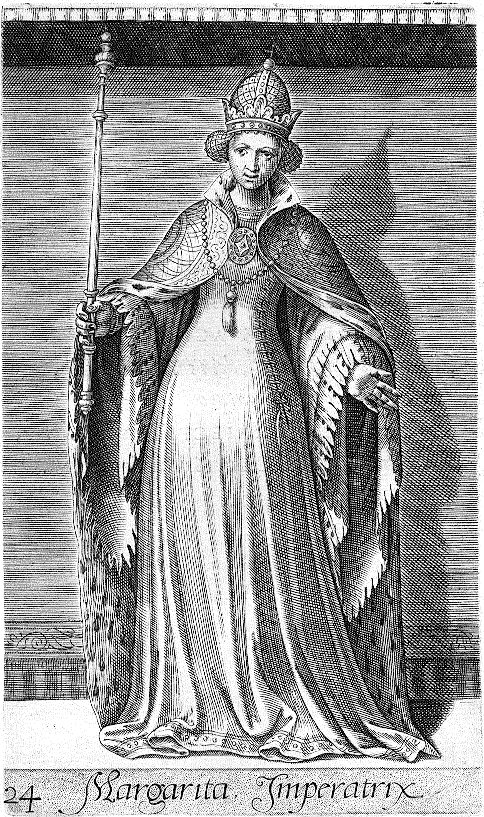
Margit császárné
(1311–1356), saját jogán pedig Hainaut és Holland grófnője II. Margit néven.

Nő nem viselhette a német királyi címet és a császári címet sem. Mária Terézia császárnét (Lotaringiai Ferenc császár feleségét) ugyan emlegetik „császárnő” címen is helytelenül, valójában a császár felesége volt, de saját jogú uralkodóként Ausztria főhercegének és Magyarország királyának címét viselte, amelyre nő is jogot nyerhetett.
A magyar nyelv megkülönbözteti a tényleges uralkodónőt (császárnő, királynő) a tényleges uralkodó feleségétől (császárné, királyné), míg például az angol (empress, queen) vagy a német (Kaiserin, Königin) nem. (Az angol nyelvben újabban a queen consort szóval utalhatnak a királynéra, a király feleségére). Ez a lista tehát a német császárnékat és királynékat tartalmazza. Német császárnők és királynők nem voltak.

## Frank császárnék
924 előtt a császári cím nem mindig volt összefüggésben a Német Királysággal, pontosabban Madarász Henrik előtt annak jogelődjével a Keleti Frank Királysággal. Kezdetben a Karoling-dinasztia tagjai közül kerültek ki a császárok, akik nem feltétlenül uralták a Német Királyság vagy a későbbi Német-római Birodalom területét, például keleti frank, burgund vagy itáliai királyok voltak. Az ő feleségeik voltak a császárnék de nem szükségszerűen voltak német (keleti frank) királynék is.

### Karolingok (1)
| Kép | Név                                                              | Dinasztia        | Születés | Házasságkötés   | Királyné lett                                                            | Császárné lett                                                                                           | Házasság/"uralkodás" vége                                                                                  | Halála                  | Házastársa          |
| --- | ---------------------------------------------------------------- | ---------------- | -------- | --------------- | ------------------------------------------------------------------------ | --- | --- | ----------------------- | ------------------- |
|     | Hesbaye-i Ermengarde Frank királyné, majd császárné              |                  | kb. 778  | 794/795         | Aquitánia királynéja 794/795 Frank királyné 814. január 28.              | 813 férje társcsászársága alatt, annak apjával együtt 814. január 28. férje teljes jogú császár          | 818. október 3.                                                                                            | 818. október 3.         | I. (Jámbor) Lajos   |
|     | Welf Judith Frank királyné, császárné                            | Idősebb Welf-ház | 805      | 819             | 819                                                                      | 819 | 840. június 20. férje halálakor                                                                            | 843. április 19/23      | I. (Jámbor) Lajos   |
|     | Tours-i Ermengarde Itália és középső frank királynéja, császárné | Etichonen        | ?        | 821             | Itália királynéja 818. április 17. középső frank királyné 843. augusztus | 821 férje társcsászársága alatt, annak apjával 840. június 20. férje teljes jogú császár                 | 851 | 851                     | I. Lothár           |
|     | Pármai Engelberga Itália királynéja, császárné                   | Supponid         | ?        | 851. október 5. | Itália királynéja 851. október 5.                                        | 851. október 5. férje társcsászársága alatt, annak apjával 855. szeptember 23. férje teljes jogú császár | 875. augusztus 12. férje halála                                                                            | 896-901                 | II. Lajos           |
|     | Provence-i Richilde nyugati frank királyné, császárné            | Bosonid          | 845      | 870             | nyugati frank királyné 870                                               | 875. december 29.                                                                                        | 877. október 5/6 férje halála                                                                              | 910. június 2.          | II. (Kopasz) Károly |
|     | Richardis Frank királyné, császárné                              | Ahalolfingek     | kb. 840  | 862             | különböző                                                                | 881. február 12.                                                                                         | Királynéként: 887. november 11. férje trónfosztása mint király Császárnéként: 888. január 13. férje halála | Szeptember 18., 894-896 | III. (Kövér) Károly |

### Guideschi-ház
| Kép | Név                                    | Dinasztia | Születés | Házasságkötés | Királyné lett         | Császárné lett | Házasság/"uralkodás" vége      | Halála             | Házastársa     |
| --- | -------------------------------------- | --------- | -------- | ------------- | --------------------- | -------------- | ------------------------------ | ------------------ | -------------- |
|     | Ageltrude Itália királynéja, császárné |           | ?        | 880 előtt     | Itália királynéja 889 | 891. május     | 894. december 12. férje halála | 923. augusztus 27. | Spoletói Guido |

### Karolingok (2)
| Kép | Név                                           | Dinasztia  | Születés | Házasságkötés             | Királyné lett                                                          | Császárné lett   | Házasság/"uralkodás" vége                       | Halála            | Házastársa       |
| --- | --------------------------------------------- | ---------- | -------- | ------------------------- | ---------------------------------------------------------------------- | ---------------- | ----------------------------------------------- | ----------------- | ---------------- |
|     | Ota (Uta)                                     | Konrád-ház | ?        | keleti frank királyné 888 | keleti frank királyné 888                                              | 896. február 22. | 899. december 8.                                | 903. november 30. | Karintiai Arnulf |
|     | Spoletói Bertila Itália királynéja, császárné |            | ?        | kb. 880                   | Itália királynéja kb. 888 Itália királynéja 905 férjének restaurációja | 915. január      | 891 férjének trónfosztása/ 915. december halála | 915. december     | I. Berengár      |

## Keleti frankkirálynék
A 843-as Verduni szerződéssel a Karoling császárság feloszlott. I. Lothár, a középső királyság, – a későbbi Itália, Burgundia és Lotaringia –, királya megőrizte a császár címet

### Karolingok
| Kép | Név                                 | Dinasztia        | Születés | Házasságkötés             | Királyné lett             | Császárné lett          | Házasság/"uralkodás" vége                                                                                | Halála                             | Házastársa          |
| --- | ----------------------------------- | ---------------- | -------- | ------------------------- | ------------------------- | ----------------------- | --- | ---------------------------------- | ------------------- |
|     | Altdorfi Emma Keleti frank királyné | Idősebb Welf-ház | 808      | 827                       | 843. augusztus 11.        | soha nem volt császárné | 876. január 31.                                                                                          | 876. január 31.                    | II. (Német) Lajos   |
|     | Liutgard Keleti frank királyné      | Liudolf          | ?        | 874. november 29.         | 876. augusztus 26.        | soha nem volt császárné | 882. január 20.                                                                                          | 17/30 November 885. november 17/30 | III. (Ifjabb) Lajos |
|     | Richardis                           | Ahalolfingek     | kb. 840  | 862                       | 882. január 20.           | 881. február 12.        | Királynéként: 887. november 11. férjének királlyá választása Császárnéként: 888. január 13. férje halála | 894-896. szeptember 18.            | III. (Kövér) Károly |
|     | Ota (Uta)                           | Konrád-ház       | ?        | keleti frank királyné 888 | keleti frank királyné 888 | 896. február 22.        | 899. december 8.                                                                                         | 903. november 30.                  | Karintiai Arnulf    |

### Konradin
| Kép | Név                                  | Dinasztia   | Születés | Házasságkötés | Királyné lett | Császárné lett          | Házasság/"uralkodás" vége | Halála | Házastársa |
| --- | ------------------------------------ | ----------- | -------- | ------------- | ------------- | ----------------------- | ------------------------- | ------ | ---------- |
|     | Sváb Kunigunda Keleti frank királyné | Ahalofingek | kb. 870  | 913           | 913           | soha nem volt császárné | 918. december 23.         | ?      | I. Konrád  |

## Német királynék és német-római császárnék
I. (Nagy) Ottó Németországának felemelkedésével 962-ben a Rómaiak királya és a Rómaiak császára cím szorosan összefonódott Német Királysággal, ettől kezdve csak német királyok szerezték meg őket. A német királynak először itáliai királlyá kellett koronáztatnia magát (egy időben Milánóban a lombard vaskoronával), majd Rómában császárrá. Ez utóbbi címet gyakran csak uralkodásuk végére sikerült elérniük.

### Liudolf-ház(Szász-ház)
| Kép | Név                                | Dinasztia           | Születés | Házasságkötés    | Királyné lett     | Császárné lett | Házasság/"uralkodás" vége     | Halála            | Házastársa           |
| --- | ---------------------------------- | ------------------- | -------- | ---------------- | ----------------- | --- | ----------------------------- | ----------------- | -------------------- |
|     | Ringelheimi Matilda Német királyné | Vesztfáliai         | kb. 895  | 909              | 919. április 23.  | soha nem volt császárné | 936. július 2.                | 968. március 14.  | I. (Madarász) Henrik |
|     | Wessexi Edit Német királyné        | Wessex-ház          | 910      | 929              | 936. augusztus 7. | soha nem volt császárné | 946. január 26.               | 946. január 26.   | I. (Nagy) Ottó       |
|     | Itáliai Adelaide                   | Idősebb Welf-ház    | 931      | 951              | 951               | 962. február 2. (koronázási dátum)                                                                                                | 973. május 7.                 | 999. december 16. | I. (Nagy) Ottó       |
|     | Bizánci Theophanu                  | Skleros             | 960      | 972. április 14. | 972. április 14.  | 972. április 14. férje társcsászársága alatt, annak apjával 973. május 7. férje teljes jogú császár Megkoronázva 972. április 14. | 983. december 7. férje halála | 991. június 15.   | II. (Vörös) Ottó     |
|     | Luxemburgi Kunigunda               | Luxembourg-Ardennes | kb. 975  | kb. 1000         | 1002. június 17.  | 1014. április 26. | 1024. július 13.              | 1033. március 3.  | II. (Szent) Henrik   |

### Száli-ház
| Kép          | Név                                 | Dinasztia      | Születés             | Házasságkötés       | Királyné lett          | Császárné lett          | Házasság/"uralkodás" vége             | Halála               | Házastársa            |
| ------------ | ----------------------------------- | -------------- | -------------------- | ------------------- | ---------------------- | ----------------------- | ------------------------------------- | -------------------- | --------------------- |
|              | Sváb Gizella                        | Konrád-ház     | 995. november 11.    | 1016                | 1024. szeptember 8.    | 1027. március 26.       | 1039. június 4.                       | 1043. február 14.    | II. Konrád            |
|              | Dán Gunhilda Német királyné         | Harthacnut-ház | kb. 1020             | 1036                | 1036                   | soha nem volt császárné | 1038                                  | 1038                 | III. Henrik           |
|              | Aquitániai (Poitou-i) Ágnes         | Aquitániai     | kb. 1025             | 1043. november 21.  | 1043. november 21.     | 1046. december 25.      | 1056. október 5.                      | 1077                 | III. Henrik           |
|              | Savoyai Berta                       | Savoyai-ház    | 1051. szeptember 21. | 1066. július 13.    | 1066. július 13.       | 1084. március 21.       | 1087. december 27.                    | 1087. december 27.   | IV. Henrik            |
| align=center | align=center\| Kijevi Eupraxia      | Rurik-ház      | 1071                 | 1089. augusztus 14. | soha nem volt királyné | 1089. augusztus 14.     | 1105. december 31. férje trónfosztása | 1109. július 20.     | IV. Henrik            |
|              | Szicíliai Konstancia Német királyné | Hauteville-ház | 1077-1087            | 1095                | 1095                   | soha nem volt császárné | 1098 férje trónfosztása               | ?                    | (III. Itáliai) Konrád |
|              | Angliai Matilda                     | Normandiai-ház | kb. 1101. február 7. | 1114. január 7.     | 1114. január 7.        | 1114. január 7.         | 1125. május 23.                       | 1167. szeptember 10. | V. Henrik             |

### Supplinburg-ház
| Kép | Név                | Dinasztia | Születés    | Házasságkötés | Királyné lett       | Császárné lett  | Házasság/"uralkodás" vége | Halála           | Házastársa  |
| --- | ------------------ | --------- | ----------- | ------------- | ------------------- | --------------- | ------------------------- | ---------------- | ----------- |
|     | Northeimi Richenza | Northeim  | kb. 1087/89 | kb. 1100      | 1125. augusztus 30. | 1133. június 4. | 1137. december 4.         | 1141. június 10. | III. Lothár |

### Hohenstaufok (1)
| Kép | Név                                  | Dinasztia      | Születés  | Házasságkötés    | Királyné lett                    | Császárné lett          | Házasság/"uralkodás" vége               | Halála              | Házastársa  |
| --- | ------------------------------------ | -------------- | --------- | ---------------- | -------------------------------- | ----------------------- | --------------------------------------- | ------------------- | ----------- |
|     | Komburgi Gertrúd Német ellenkirályné |                |           | kb. 1115         | 1127 férje ellenkirálysága alatt | soha sem volt császárné | kb. 1130-1131                           | kb. 1130-1131       | III. Konrád |
|     | Sulzbachi Gertrúd                    |                |           | 1136             | 1138. március 7.                 | soha sem volt császárné | 1146. április 14.                       | 1146. április 14.   | III. Konrád |
|     | Vohburgi Adelheid Német királyné     | Diepoldingek   | kb. 1128  | 1147             | 1152. március 4.                 | soha sem volt császárné | 1153. március érvénytelenített házasság | 1187 után           | I. Frigyes  |
|     | Burgundi Beatrice                    | Burgundiai-ház | 1148      | 1156. június 9.  | 1156. június 9.                  | 1156. június 9.         | 1184. november 15.                      | 1184. november 15.  | I. Frigyes  |
|     | Szicíliai Konstancia                 | Hauteville-ház | 1154      | 1186. január 27. | 1186. január 27.                 | 1191. április 14.       | 1197. szeptember 28.                    | 1198. november 27.  | VI. Henrik  |
|     | Angelosz Irén Német királyné         | Angelosz-ház   | 1177/1181 | 1197. május 25.  | 1198. március 6.                 | soha nem volt császárné | 1208. augusztus 21.                     | 1208. augusztus 27. | Sváb Fülöp  |

### Welf-ház
| Kép | Név            | Dinasztia    | Születés | Házasságkötés        | Királyné lett        | Császárné lett       | Házasság/"uralkodás" vége          | Halála      | Házastársa |
| --- | -------------- | ------------ | -------- | -------------------- | -------------------- | -------------------- | ---------------------------------- | ----------- | ---------- |
|     | Sváb Beatrix   | Hohenstaufok | 1198     | 1209 vagy 1212       | 1209 vagy 1212       | 1209 vagy 1212       | 1212                               | 1212        | IV. Ottó   |
|     | Brabanti Mária | Leuven       | kb. 1190 | 1214. május 19. után | 1214. május 19. után | 1214. május 19. után | 1215. július 5. férje trónfosztása | 1260. május | IV. Ottó   |

### Hohenstaufok (2)
| Kép | Név                              | Dinasztia       | Születés | Házasságkötés                                        | Királyné lett                                                                 | Császárné lett                      | Házasság/"uralkodás" vége           | Halála                        | Házastársa    |
| --- | -------------------------------- | --------------- | -------- | ---------------------------------------------------- | ----------------------------------------------------------------------------- | ----------------------------------- | ----------------------------------- | ----------------------------- | ------------- |
|     | Aragóniai Konstancia             | Barcelonai-ház  | kb. 1183 | 1209. augusztus 5.                                   | 1211-1212 férje ellenkirálysága alatt/ 1215. július 5. férje királysága alatt | 1220. november 22.                  | 1222. június 23.                    | 1222. június 23.              | II. Frigyes   |
|     | Brienne-i Jolán                  | Brienne         | 1212     | 1225. november 9.                                    | 1225. november 9.                                                             | 1225. november 9.                   | 1228. április 25.                   | 1228. április 25.             | II. Frigyes   |
|     | Bianca Lancia                    | Lanzia          | kb. 1200 | kb. 1233? a házasság nem egyértelmű                  | soha nem volt német királyné                                                  | kb. 1233? a házasság nem egyértelmű | kb. 1233? a házasság nem egyértelmű | kb. 1233                      | II. Frigyes   |
|     | Angliai Izabella                 | Plantagenêt     | 1214     | 1235                                                 | 1235                                                                          | 1235                                | 1. December 1241. december 1.       | 1. December 1241. december 1. | II. Frigyes   |
|     | Babenbergi Margit Német királyné | Babenberg-ház   | kb. 1204 | 1225 férje királysága annak apja, II. Frigyes, alatt | 1225 férje királysága annak apja, II. Frigyes, alatt                          | soha sem volt császárné             | 1242. február 12.                   | 1266. október 29.             | (VII.) Henrik |
|     | Bajor Erzsébet Német királyné    | Wittelsbach-ház | 1227     | 1246                                                 | 1246                                                                          | soha sem volt császárné             | 1254. május 21. férje halála        | 1273. október 9.              | IV. Konrád    |

### Habsburgok(1)
| Kép | Név                                | Dinasztia | Születés | Házasságkötés    | Királyné lett        | Császárné lett         | Házasság/"uralkodás" vége     | Halála            | Házastársa |
| --- | ---------------------------------- | --------- | -------- | ---------------- | -------------------- | ---------------------- | ----------------------------- | ----------------- | ---------- |
|     | Hohenburg Gertrúd Német királyné   |           | 1225     | 1245             | 1273. szeptember 29. | sohasem volt császárné | 1281. február 16.             | 1281. február 16. | I. Rudolf  |
|     | Burgundiai Izabella Német királyné | Burgundia | kb. 1270 | 1284. február 6. | 1284. február 6.     | sohasem volt császárné | 1291. július 15. férje halála | kb. 1323          | I. Rudolf  |

### Nassau-ház
| Kép | Név                                     | Dinasztia | Születés | Házasságkötés | Királyné lett  | Császárné lett         | Házasság/"uralkodás" vége | Halála   | Házastársa    |
| --- | --------------------------------------- | --------- | -------- | ------------- | -------------- | ---------------------- | ------------------------- | -------- | ------------- |
|     | Isenburg-Limburg Imagina Német királyné |           | kb. 1259 | kb. 1271      | 1292. május 5. | sohasem volt császárné | 1298. június 23.          | kb. 1313 | Nassaui Adolf |

### Habsburgok(2)
| Kép | Név                            | Dinasztia | Születés | Házasságkötés      | Királyné lett    | Császárné lett         | Házasság/"uralkodás" vége | Halála            | Házastársa |
| --- | ------------------------------ | --------- | -------- | ------------------ | ---------------- | ---------------------- | ------------------------- | ----------------- | ---------- |
|     | Tiroli Erzsébet Német királyné |           | kb. 1262 | 1274. december 20. | 1298. július 27. | sohasem volt császárné | 1308. május 1.            | 1312. október 28. | I. Albert  |

### Luxemburg-ház(1)
| Kép | Név                            | Dinasztia  | Születés         | Házasságkötés   | Királyné lett      | Császárné lett         | Házasság/"uralkodás" vége | Halála             | Házastársa  |
| --- | ------------------------------ | ---------- | ---------------- | --------------- | ------------------ | ---------------------- | ------------------------- | ------------------ | ----------- |
|     | Brabanti Margit Német királyné | Leuven-ház | 1276. október 4. | 1292. július 9. | 1308. november 27. | sohasem volt császárné | 1311. december 14.        | 1311. december 14. | VII. Henrik |

### Habsburgok (3)
| Kép | Név                               | Dinasztia      | Születés | Házasságkötés   | Királyné lett                                                                                 | Császárné lett         | Házasság/"uralkodás" vége                                              | Halála           | Házastársa   |
| --- | --------------------------------- | -------------- | -------- | --------------- | --------------------------------------------------------------------------------------------- | ---------------------- | ---------------------------------------------------------------------- | ---------------- | ------------ |
|     | Aragóniai Erzsébet Német királyné | Barcelonai-ház | 1296     | 1314. május 11. | 1315. október 19. férje ellenkirálysága alatt/ 1325. szeptember 5. férje társkirálysága alatt | sohasem volt császárné | 1322. szeptember 28. férje trónfosztása/ 1330. január 13. férje halála | 1330. július 12. | III. Frigyes |

### Wittelsbach-ház (1)
| Kép | Név                                              | Dinasztia   | Születés | Házasságkötés     | Királyné lett                         | Császárné lett         | Házasság/"uralkodás" vége | Halála              | Házastársa |
| --- | ------------------------------------------------ | ----------- | -------- | ----------------- | ------------------------------------- | ---------------------- | ------------------------- | ------------------- | ---------- |
|     | Beatrix von Schlesien-Schweidnitz Német királyné | Piast-ház   | 1290     | 1308              | 1314. október 20. férje megválasztása | sohasem volt császárné | 1322. augusztus 24.       | 1322. augusztus 24. | IV. Lajos  |
|     | Hainaut-i Margit                                 | Avesnes-ház | 1311     | 1324. február 26. | 1324. február 26.                     | 1328. január           | 1347. október 11.         | 1356. június 23.    | IV. Lajos  |

### Luxemburg-ház(2)
| Kép | Név                           | Dinasztia       | Születés             | Házasságkötés        | Királyné lett                                     | Császárné lett                                    | Házasság/"uralkodás" vége              | Halála               | Házastársa |
| --- | ----------------------------- | --------------- | -------------------- | -------------------- | ------------------------------------------------- | ------------------------------------------------- | -------------------------------------- | -------------------- | ---------- |
|     | Valois Blanka Német királyné  | Valois-ház      | 1316                 | 1329. május          | 1346. július 11. férje fellépése ellencsászárként | sohasem volt császárné                            | 1348. augusztus 1.                     | 1348. augusztus 1.   | IV. Károly |
|     | Bajor Anna Német királyné     | Wittelsbach-ház | 1329. szeptember 26. | 1349. március 4.     | 1349. június 17. férje trónra lépése              | sohasem volt császárné                            | 1353. február 2.                       | 1353. február 2.     | IV. Károly |
|     | Świdnicai (Schweidnitzi) Anna | Piast-ház       | kb. 1339             | 1353. május 27.      | 1353. május 27.                                   | 1355. április 5. a férjével együtt koronázták meg | 1362. július 11.                       | 1362. július 11.     | IV. Károly |
|     | Pomerániai Erzsébet           | Pomeránia       | 1347                 | 1363. május 21.      | 1363. május 21.                                   | 1368. november 1. koronázás                       | 1378. november 29. férje halála        | 1393. február 14.    | IV. Károly |
|     | Bajor Johanna Német királyné  | Wittelsbach-ház | kb. 1362             | 1370. szeptember 29. | 1376. június 10.                                  | sohasem volt császárné                            | 1386. december 31.                     | 1386. december 31.   | Vencel     |
|     | Bajor Zsófia Német királyné   | Wittelsbach-ház | 1376                 | 1389. május 2.       | 1389. május 2.                                    | sohasem volt császárné                            | 1400. augusztus 20. férje trónfosztása | 1425. szeptember 26. | Vencel     |

### Wittelsbach-ház (2)
| Kép | Név                               | Dinasztia        | Születés | Házasságkötés    | Királyné lett                           | Császárné lett         | Házasság/"uralkodás" vége    | Halála           | Házastársa |
| --- | --------------------------------- | ---------------- | -------- | ---------------- | --------------------------------------- | ---------------------- | ---------------------------- | ---------------- | ---------- |
|     | Nürnbergi Erzsébet Német királyné | Hohenzollern-ház | 1358     | 1374. június 27. | 1400. augusztus 21. férje megválasztása | sohasem volt császárné | 1410. május 18. férje halála | 1411. július 26. | Rupert     |

### Luxemburg-ház (3)
| Kép | Név            | Dinasztia | Születés            | Házasságkötés | Királyné lett                        | Császárné lett                      | Házasság/"uralkodás" vége      | Halála           | Házastársa          |
| --- | -------------- | --------- | ------------------- | ------------- | ------------------------------------ | ----------------------------------- | ------------------------------ | ---------------- | ------------------- |
|     | Cillei Borbála | Cillei    | 1390 és 1395 között | 1408          | 1411. július 21. férje megválasztása | 1433. május 31. férje megkoronázása | 1437. december 9. férje halála | 1451. július 11. | Luxemburgi Zsigmond |

### Habsburgok(4)
| Kép | Név                                       | Dinasztia                | Születés                                  | Házasságkötés        | Királyné lett                          | Császárné lett                        | Házasság/"uralkodás" vége      | Halála              | Házastársa     |
| --- | ----------------------------------------- | ------------------------ | ----------------------------------------- | -------------------- | -------------------------------------- | ------------------------------------- | ------------------------------ | ------------------- | -------------- |
|     | Luxemburgi Erzsébet Német királyné        | Luxemburg-ház            | 1409. október 7.                          | 1421. szeptember 28. | 1438. március 18. férje megválasztása  | sohasem volt császárné                | 1439. október 27. férje halála | 1442. december 19.  | II. Albert     |
|     | Portugáliai Eleonóra                      | Aviz-ház                 | 1434. szeptember 18.                      | 1452. március 16.    | 1452. március 16.                      | 1452. március 19. férje megkoronázása | 1467. szeptember 3.            | 1467. szeptember 3. | III. Frigyes   |
|     | Bianca Maria Sforza                       | Sforza-ház, Milánó       | 1472. április 5.                          | 1494. március 16.    | 1494. március 16.                      | 1508. február 4. férje megválasztása  | 1510. december 31.             | 1510. december 31.  | I. Miksa       |
|     | Portugáliai Izabella                      | Aviz-ház                 | 1503. október 23.                         | 1526. március 10.    | 1526. március 10.                      | 1530. február 24. férje megkoronázása | 1539. május 1.                 | 1539. május 1.      | V. Károly      |
|     | Jagelló Anna Német királyné               | Jagelló-ház              | 1503. július 23.                          | 1521. május 25.      | 1531. január férje megválasztása       | sohasem volt császárné                | 1547. január 27.               | 1547. január 27.    | I. Ferdinánd   |
|     | Spanyolországi Mária                      | Habsburg-ház, spanyol ág | 1528. június 21.                          | 1548. szeptember 13. | 1562. november férje megválasztása     | 1564. július 25. férje megkoronázása  | 1576. október 12. férje halála | 1603. február 26.   | II. Miksa      |
|     | Ausztriai Anna                            | Habsburg-ház, osztrák ág | 1585. október 4.                          | 1611. december 4.    | 1612 férje megválasztása               | 1612 férje megválasztása              | 1618. december 14.             | 1618. december 14.  | Mátyás         |
|     | Gonzaga Eleonóra hercegnő                 | Gonzaga-család, Mantova  | 1598. szeptember 23. (vagy február 23.)   | 1622. február 4.     | 1622. február 4.                       | 1622. február 4.                      | 1637. február 15. férje halála | 1655. június 27.    | II. Ferdinánd  |
|     | Spanyolországi Mária Anna                 | Habsburg-ház, spanyol ág | 1606. augusztus 18.                       | 1631. február 20.    | 1636. december 22. férje megválasztása | 1637. február 15. férje megkoronázása | 1646. május 13.                | 1646. május 13.     | III. Ferdinánd |
|     | Ausztriai Mária Leopoldina                | Habsburg-ház, osztrák ág | 1632. április 6.                          | 1648. július 2.      | 1648. július 2.                        | 1648. július 2.                       | 1649. augusztus 7.             | 1649. augusztus 7.  | III. Ferdinánd |
|     | Gonzaga Eleonóra                          | Gonzaga-család, Mantova  | 1630. november 18.                        | 1651. április 30.    | 1651. április 30.                      | 1651. április 30.                     | 1657. április 2. férje halála  | 1686. december 6.   | III. Ferdinánd |
|     | Spanyolországi Margit Terézia             | Habsburg-ház, spanyol ág | 1651. július 12.                          | 1666. december 12.   | 1666. december 12.                     | 1666. december 12.                    | 1673. március 12.              | 1673. március 12.   | I. Lipót       |
|     | Ausztriai Klaudia Felicitász              | Habsburg-ház, osztrák-ág | 1653. május 30.                           | 1673. október 15.    | 1673. október 15.                      | 1673. október 15.                     | 1676. április 8.               | 1676. április 8.    | I. Lipót       |
|     | Pfalz–Neuburgi Eleonóra Magdaléna         | Wittelsbach-ház          | 1655. január 6.                           | 1676. december 14.   | 1676. december 14.                     | 1676. december 14.                    | 1711. április 17. férje halála | 1720. január 19.    | I. Lipót       |
|     | Brunswicki Wilhelmina Amália              | Welf-ház                 | 1673. április 21.                         | 1699. február 24.    | 1699. február 24.                      | 1705. május 5. férje megkoronázása    | 1711. április 17. férje halála | 1742. április 10.   | I. József      |
|     | Brunswick-Wolfenbüttel Erzsébet Krisztina | Welf-ház                 | 1691. augusztus 28. (vagy szeptember 28.) | 1708. augusztus 1.   | 1711. december férje megválasztása     | 1711. december férje megválasztása    | 1740. október 20. férje halála | 1750. december 21.  | VI. Károly     |

### Wittelsbach-ház (3)
| Kép | Név                    | Dinasztia    | Születés          | Házasságkötés    | Királyné lett                        | Császárné lett                       | Házasság/"uralkodás" vége     | Halála             | Házastársa  |
| --- | ---------------------- | ------------ | ----------------- | ---------------- | ------------------------------------ | ------------------------------------ | ----------------------------- | ------------------ | ----------- |
|     | Ausztriai Mária Amália | Habsburg-ház | 1701. október 22. | 1722. október 5. | 174. január 24.2 férje megválasztása | 174. január 24.2 férje megválasztása | 1745. január 20. férje halála | 1756. december 11. | VII. Károly |

### Habsburg–Lotaringiai-ház
| Kép | Név                           | Dinasztia                 | Születés           | Házasságkötés                                        | Királyné lett                            | Császárné lett                           | Házasság/"uralkodás" vége          | Halála             | Házastársa                     |
| --- | ----------------------------- | ------------------------- | ------------------ | ---------------------------------------------------- | ---------------------------------------- | ---------------------------------------- | ---------------------------------- | ------------------ | ------------------------------ |
|     | Mária Terézia                 | Habsburg-ház              | 1717. május 13.    | 1736. február 12.                                    | 1745. szeptember 13. férje megválasztása | 1745. szeptember 13. férje megválasztása | 1765. augusztus 18. férje halála   | 1780. november 29. | I. (Lotaringiai) Ferenc István |
|     | Bajorországi Mária Jozefa     | Wittelsbach-ház           | 1739. március 30.  | 1765. január 23.                                     | 1765. január 23.                         | 1765. augusztus 18. férje megválasztása  | 1767. május 28.                    | 1767. május 28.    | II. József                     |
|     | Spanyolországi Mária Ludovika | Bourbon-ház, spanyol ág   | 1745. november 24. | 1764. február 16. ("távházasság") 1765. augusztus 5. | 1790. szeptember 30. férje megválasztása | 1790. szeptember 30. férje megválasztása | 1792. március 1. férje halála      | 1792. május 15.    | II. Lipót                      |
|     | Szicíliai Mária Terézia       | Bourbon-ház, szicíliai-ág | 1772. június 6.    | 1790. augusztus 15.                                  | 1792. július 5. férje megválasztása      | 1792. július 5. férje megválasztása      | 1806. augusztus 6. férje lemondása | 1807. április 13.  | II. Ferenc                     |

## Poroszországkirálynéi
A Német-római Birodalom 1806-os felbomlása után létrejött a több apró államból álló Rajnai Szövetség, a Német Szövetség, majd 1848/49-ben az Észak-német Szövetség, ám egyik sem bizonyult megfelelően stabil hatalomnak. A német területek fölötti hegemónia kérdése a Habsburg–Lotaringiai-dinasztia vezette Osztrák Császárság (később Osztrák–Magyar Monarchia) és a Hohenzollern-ház által uralt Porosz Királyság között dőlt el. 1870-ben a poroszok megszerezték a mai Németország területét, és I. Vilmos vezetésével kikiáltották a Német Császárságot, amely újjáélesztette a régi Német-római Birodalmat porosz vezetés alatt. A német császárok egyszerre voltak porosz királyok is, tehát feleségeik a német császárné cím mellett a porosz királyné címet is viselték.

### Hohenzollern-ház
| Kép | Név                                                                              | Dinasztia          | Születés             | Házasságkötés     | Királyné lett                   | Császárné lett   | Házasság/uralkodás vége           | Halála                         | Házastársa   |
| --- | -------------------------------------------------------------------------------- | ------------------ | -------------------- | ----------------- | ------------------------------- | ---------------- | --------------------------------- | ------------------------------ | ------------ |
|     | Auguszta szász–weimar–eisenachi hercegnő, porosz királyné, német császárné       | Wettin             | 1811. szeptember 30. | 1829. június 11.  | Porosz királyné 1861. január 2. | 1871. január 18. | 1888. március 9. férje halála     | align=center\| 1890. január 7. | I. Vilmos    |
|     | Viktória brit királyi hercegnő, porosz királyné, német császárné                 | Wettin             | 1840. november 21.   | 1858. január 25.  | 1888. március 9.                | 1888. március 9. | 1888. június 15. férje halála     | 1901. augusztus 5.             | III. Frigyes |
|     | Auguszta Viktória schleswig–holsteini hercegnő, porosz királyné, német császárné | Schleswig-Holstein | 1858. október 22.    | 1881. február 27. | 1888. június 15.                | 1888. június 15. | 1918. november 9. férje lemondása | 1921. április 11.              | II. Vilmos   |